# Йохан I (Насау-Вайлбург)
Йохан I фон Насау-Вайлбург (на немски: Johann I von Nassau-Weilburg; * 1309; † 20 септември 1371, Вайлбург) е от 1344 до 1371 г. граф на Насау-Вайлбург, от 1366 г. княжески граф. Той основава старата линия Насау-Вайлбург.

## Живот
Той е вторият син на граф Герлах I (1285 – 1361) и първата му съпруга Агнес фон Хесен († 1332), дъщеря на ландграф Хайнрих Млади фон Хесен. Внук е на крал Адолф от Насау († 1298).
През 1344 г. Йохан управлява заедно с по-големия му брат Адолф. Баща му абдакира през 1346 г. През 1355 г. братята поделят наследството. Йохан получа Вайлбург.
Йохан получава през 1366 г. от император Карл IV за себе си и наследниците си титлата покнязен граф на империята.
Чрез първия му брак с Гертруд фон Меренберг той получава Меренберг и Глайберг. Вторият му брак с Йохана фон Саарбрюкен е през 1381 г. основата за наследството на Графство Саарбрюкен. След смъртта му през 1371 г. е последван от сина му Филип като граф на Насау-Вайлбург.

## Фамилия
Йохан се жени два пъти.
През 1333 г. той се жени за Гертруд фон Меренберг († 6 октомври 1350), дъщеря наследничка на Хартрад фон Меренберг († сл. 1328), господар на Меренберг и Глайберг, и съпругата му Лиза фон Сайн († сл. 1328). С нея той има една дъщеря, която сгодява през 1340 г. за Райнхард II фон Рункел-Вестербург (* 1354; † 1421), която обаче умира като дете. Райнхард II се жени вместо за нея през 1373 г. за племенницата на Йохан, Катарина фон Насау-Висбаден-Идщайн († 1403).
През 1353 г. Йохан се жени втори път за графиня Йохана фон Саарбрюкен († октомври 1381), дъщеря наследничка на Йохан II фон Саарбрюкен и Жилет дьо Бар-Пирефор. С нея той има седем деца:
- Йохан († 6 октомври 1365)
- Филип (* 1368; † 1429), последва баща си в Насау-Вайлбург
- Йохана (* 1362; † 1383), ∞ (1377) Херман II, ландграф на Хесен († 1413)
- Йоханета († 1365)
- Агнес († 1401), ∞ (1382) Симон III Векер, граф на Цвайбрюкен-Бич († 1401)
- Шонета († 1436), ∞ (1384) Хайнрих X фон Хомбург († 1409); ∞ (1414) херцог Ото фон Брауншвайг-Остероде († 1452)
- Маргарета († 1427), ∞ (1393) Фридрих III, граф на Велденц († 1444).